# Eupristina altissima
Eupristina altissima är en stekelart som beskrevs av Nambiyath Puthansurayil Balakrishnan och Abdurahiman 1981. Eupristina altissima ingår i släktet Eupristina och familjen fikonsteklar. Inga underarter finns listade i Catalogue of Life.